# Owariasahi
Owariasahi (尾張旭市, Owariasahi-shi) är en japansk stad i prefekturen Aichi på den centrala delen av ön Honshu. Staden är belägen strax nordost om Nagoya och ingår i denna stads storstadsområde. Owariasahi fick stadsrättigheter 1970..

## Källor

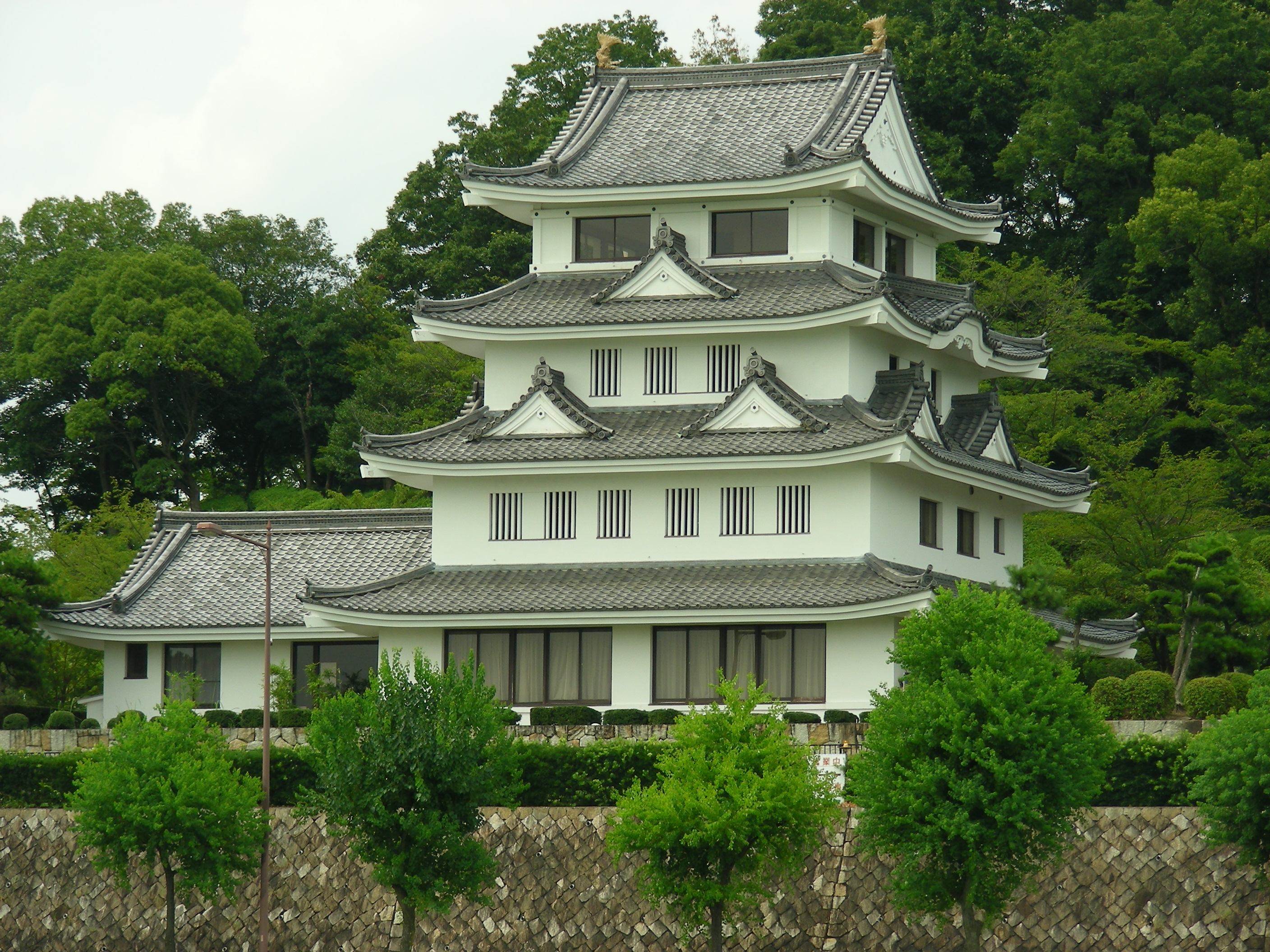
Asahi-Jo vilohus